# Most na Suvaji u Donjemu Prološcu
Most na rječici Suvaji u selu Donjem Prološcu, općina Proložac, zaštićeno kulturno dobro.

## Opis dobra
Most na Suvaji u Prološcu ili Karalipeov most građen je s četiri luka, hidraulički oblikovana, koji se upiru o tri pilona u potoku. Na sredini sjeverne, kamenom zidane ograde mosta, je kapelica s likom svetog Mihovila. Na samom početku mosta, s njegove istočne strane nalazi se kip Krista Kralja. Građen je u vremenu od 18. do kraja 19. stoljeća klesancima pačetvorinasta oblika u pravilnim redovima.

## Zaštita
Pod oznakom Z-4462 zaveden je kao nepokretno kulturno dobro - pojedinačno, pravna statusa zaštićena kulturnog dobra, klasificirano kao "javne građevine".